# Joachim von Fiore

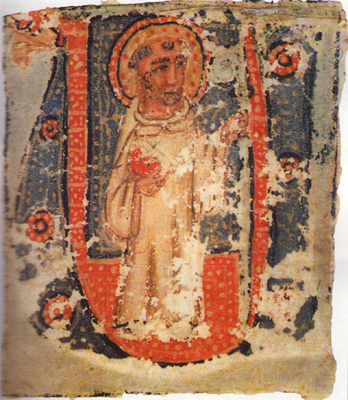
Joachim von Fiore in einer Handschrift des 14. Jahrhunderts (Biblioteca Apostolica Vaticana)

Joachim von Fiore (auch: Joachim von Fiori, Gioacchino da Fiore, Joachim von Flore oder von Floris, de Flore, of Flora; * um 1130/1135 in Celico, Kalabrien; † 1202 in San Giovanni in Fiore) war Abt und Ordensgründer in Kalabrien und wirkte im 12. Jahrhundert als Geschichtstheologe.

## Leben
Joachim von Fiore wurde um 1130/35 als Sohn eines Notars in Celico (Kalabrien) geboren. Anfangs arbeitete er auf Betreiben seiner Eltern als Notar in Cosenza und in der Kanzlei am Königshof von Wilhelm I. in Palermo. 
Diese verließ er aber bald, um sich einem religiösen Leben zuzuwenden. So unternahm er 1166/67 eine Pilgerfahrt ins Heilige Land und besuchte Jerusalem. Nach Streitereien mit seinem Vater über seinen weiteren beruflichen Werdegang zog Joachim als Prediger und Einsiedler über das Land, verbrachte zuerst eine Zeitlang auf dem Hügel Guarassano bei Cosenza und dann nahe dem Zisterzienserkloster Sambucina di Luzzi. In Rende wurde er vom Bischof von Catanzaro zum Priester geweiht. Erst jetzt schloss er sich einer Ordensgemeinschaft an: er trat in das Kloster Corazzo ein. Nachdem er Prior geworden war, zog er sich in das Kloster Ss. Trinità in Acri nach Sambucina zurück, und erst auf Grund der Bitten kirchlicher Würdenträger kehrte er als Abt nach Corazzo zurück. Er leitete das Kloster von 1171 bis 1177 und führte dort die Zisterzienserregel ein. 1183/84 hielt er sich im Kloster Casamari auf und begann dort mit seiner Arbeit am Psalterium decem chordarum, das er 1187/88 in Petralata (Kalabrien) beendete. Nachdem er schon 1183 bei der Kurie um Erlaubnis nachgesucht hatte, über die Offenbarung (revelatio) schreiben zu dürfen, erhielt er von Papst Clemens III. 1188 die Erlaubnis, sich ausschließlich seinen hermeneutischen Studien zu widmen. Zu diesem Zweck zog er sich in das Silagebirge zurück. Das Zisterzienser-Generalkapitel rief ihn aber 1192 nach Corazzo zurück. Stattdessen gründete er jedoch ein neues Kloster, San Giovanni in Fiore, dem er auch als Abt vorstand. An einem Ostermorgen zwischen 1190 und 1195 empfing er während der Meditation über der Johannes-Apokalypse seine entscheidende Erleuchtung. In die Zeit um 1190 fällt auch seine Gründung des Florenser-Ordens. Joachim von Fiore starb vermutlich im Jahre 1202 (weniger wahrscheinlich 1205) in San Giovanni im Silagebirge.

## Lehre
Bedeutend ist Joachim von Fiore vor allem wegen seines Geschichtsbildes und seiner exegetischen Methode, bei der er die allegorischen Schriftauslegungen den typologisch-historischen vorzieht. Den historischen Ablauf des Alten und des Neuen Testaments deutet er in einem heilsgeschichtlichen Sinn. Die Geschichte wird in drei Zeitalter gegliedert, welche er mit der Trinität in Verbindung bringt: Die Zeit des Vaters (Altes Testament), des Sohnes (beginnt mit dem Neuen Testament und endet nach seiner Vorhersage 1260) und die des Heiligen Geistes. Dieses dritte, glückliche Zeitalter werde von der intelligentia spiritualis erleuchtet sein und alle Freuden des Himmlischen Jerusalem (Offenbarung 21) bieten. Joachims Lehre wird deshalb auch als „Drei-Zeiten-Lehre“ bezeichnet. Das letzte, das Dritte Zeitalter, steht im Zentrum des joachimitischen Geschichtsbildes. Dieses Zeitalter wird auch Drittes Reich genannt (siehe auch Chiliasmus). Dem Dritten Zeitalter geht die Ankunft des Antichrist voraus, welcher dann von einer kirchlichen Persönlichkeit besiegt wird. So identifizierten einige joachimitische Franziskaner den Heiligen Franziskus auf Grund seiner Stigmata als Alter-Christus. 
Joachim von Fiore klagte Petrus Lombardus an, er habe neben Vater, Sohn und Heiligem Geist noch die Trinität als vierte kollektive Einheit und damit eine Quaternitas eingeführt. Diese These Joachims wurde auf dem Vierten Laterankonzil von 1215 als Häresie verurteilt, das von Joachim gegründete Kloster jedoch in Schutz genommen. 1254 wurden einige seiner übrigen Lehren überprüft, aber er wurde von der Kirche nie persönlich als Häretiker verurteilt, auch wenn postum gefälschte Bibelkommentare sein Ansehen schädigen sollten. Seine Lehren verbreiteten sich einige Jahrzehnte nach seinem Tod sehr rasch. Neben dem Joachimismus (den Joachimiten) gewann zunächst der so genannte Pseudojoachimismus großen Einfluss; besonders der Franziskanerorden nahm im 13. Jahrhundert joachimitische Ideen auf. Die Gruppe der Joachimiten, die sich vor allem aus einer Abspaltung der spiritualen Strömung der Franziskaner entwickelte, wurde nach dem Tode Joachims immer mehr zur eigenen Strömung, und die Lehren der Gruppe wurden von Papst Alexander IV. im Jahre 1256 offiziell verurteilt.

## Wirken
Seine Ideen fanden im späten 13. und 14. Jahrhundert großen Anklang und verbreiteten sich schnell. So beeinflussten sie auch Dante Alighieri, vermutlich über die spirituale Strömung der Franziskaner, der dann auch Joachim von Fiore in seine Göttliche Komödie aufnahm. So wie er auf die spiritualen Franziskaner wirkte, so kann man auch seinen Einfluss bei den Täufern der Reformationszeit, z. B. bei Thomas Müntzer und schließlich auch bei Lessings Erziehung des Menschengeschlechts sowie bei Hegel, Auguste Comte, Karl Marx und in Ernst Blochs Prinzip Hoffnung erkennen. Ernst Jünger bezieht sich im letzten Kapitel seiner Schrift An der Zeitmauer (Urgrund und Person) ebenfalls auf die Drei-Zeiten-Lehre Joachims.
Joseph Ratzinger, der emeritierte Papst Benedikt XVI., war jahrzehntelang ein führender Joachim-Spezialist. In seiner Habilitationsschrift von 1956, Die Geschichtstheologie des heiligen Bonaventura, (gedruckt 1959, neu herausgegeben 1993 und 2009) beschäftigte er sich mit der Rezeption von Joachims Geschichtstheologie durch Bonaventura. Dieser war als Generalminister des Franziskanerordens konfrontiert mit Auseinandersetzungen um die Rolle, die einige Ordensangehörige dem heiligen Franz von Assisi in Joachims Lehre von den drei Zeitaltern zugeschrieben hatten. In der zweiten Auflage des Lexikons für Theologie und Kirche verfasste Ratzinger 1960 den Artikel „Joachim von Fiore“ und betonte, Joachim sei nicht antihierarchisch eingestellt gewesen, mit dem heiligen Benedikt von Nursia habe laut Joachim das Geist-Zeitalter begonnen.
Die Hauptwerke Joachims von Fiore sind Concordia novi et veteris Testamenti, Expositio in Apocalypsim, Psalterium decem chordarum, Tractatus super quatuor Evangelia, De articulis fidei, Adversus Iudeos und die unvollendete Vita Sancti Benedicti.